# NGC 1384
NGC 1384 je galaksija u zviježđu Bik.

## Vanjske poveznice
- SEDS: NGC 1384